# Vivo En Red House (2016)
Vivo En Red House es el octavo álbum de estudio del grupo de metal argentino A.N.I.M.A.L., lanzado en 2016.
Disco mayormente en vivo (16 temas de total de 20), grabado el 6 de marzo de 2016, en formatos CD audio y DVD video, con la misma formación de su disco "Animal 6". Mezclado
en "Estudios El Pie" entre marzo y abril de 2016, producción artística de Mario Altamirano y Coproducción artística del cantante Andrés Giménez.

## Lista de temas
1. Familia
2. Revolución
3. Sol
4. Esclavo De Ilusión
5. Lejos De Casa
6. Combativo
7. Milagro
8. Esperando El Final
9. Loco Pro
10. Sólo Por Ser Indios
11. Gritemos Para No Olvidar
12. El Nuevo Camino Del Hombre
13. Escrito Con Sangre
14. Vamos De Pie
15. Barrio Patrón
16. Cop Killer
17. Honor (en estudio)
18. Mejor Define Quién Serás (en estudio)
19. Vida (en estudio)
20. Decididos A Crecer (en estudio)

## Músicos
- Andrés Giménez (voz y guitarras)
- Cristian Lapolla (bajo y voz)
- Marcelo Castro (batería)

### Artistas invitados
- Andreas Kisser (Sepultura – De La Tierra), guitarra en pista #17
- Billy Graziadei (Biohazard), voz en pista #17
- Cristian Machado (Ill Niño), voz en pista #20